# Reema Dodin
Reema Dodin es una consejera política estadounidense que actualmente ocupa el cargo de subdirectora de la Oficina de la Casa Blanca para Asuntos Legislativos en la administración Biden. Al asumir este cargo se convirtió en la mujer estadounidense de origen palestino con un cargo más alto en la historia de la Oficina Ejecutiva del Presidente de los Estados Unidos.

## Juventud y educación
Reema Dodin nació en Carolina del Norte. Sus padres, Bajis y Samia Dodin, son jordanos de origen palestino. Los padres de Dodin emigraron desde Dura, en las cercanías de Hebrón (Palestina). Su abuelo es Mustafa Dodin, exministro de asuntos sociales de Jordania que participó en las conversaciones de paz entre Israel y el liderazgo palestino en los años setenta.
En 2002, Dodin obtuvo su Licenciatura en Ciencias Políticas y Economía por la Universidad de California en Berkeley. Mientras estudiaba allí, participó en diversas actividades en favor del pueblo palestino. En 2006, Dodin hizo las prácticas en la oficina del senador demócrata Richard Durbin. Ese mismo año obtuvo su título Juris Doctor por la Universidad de Illinois en Urbana–Champaign.
Fue voluntaria en la campaña presidencial de Barack Obama en 2008 y en la de Hillary Clinton en 2016. Dodin también ha trabajado como una técnica de emergencias sanitarias en Israel.

## Carrera política
Tras graduarse, Dodin volvió a trabajar para el senador Richard Durbin. En 2006, comenzó a trabajar como ayudante de investigaciones para Durbin. El año siguiente fue nombrada asesora legislativa del senador, tras lo que se convirtió en directora de investigaciones en 2008. También trabajó como ayudante de Durbin en el Comité de Justicia del Senado de los Estados Unidos, y en concreto en la subcomisión de derechos humanos. Dodin pasó a ser poco después, a partir de 2011, la vicejefa de gabinete de Durbin. En la campaña electoral para las elecciones presidenciales de 2008, Dodin trabajó como voluntaria en la candidatura de Barack Obama y se centró en el campo de los derechos de los votantes. En 2017 fue coautora de Inside Congress: A Guide for Navigating the Politics of the House and Senate Floors, publicado por la Institución Brookings. También es becaria asociada del Truman National Security Project y del New Leaders Council.
Dodin está afiliada al Consejo de Relaciones Islámico-Estadounidenses, al que se unió cuando estudiaba en Berkeley, donde también se hizo miembro de la Asociación de Alumnos Musulmanes.
En noviembre de 2020, Dodin comenzó a trabajar como voluntaria en el proceso de transición presidencial de Joe Biden, supervisando la interacción legislativa entre el gobierno saliente y los parlamentarios del Capitolio.
Junto a Shuwanza Goff, Dodin fue nombrada subdirectora de la Oficina de la Casa Blanca para Asuntos Legislativos en noviembre de 2020. Su cargo en la administración Biden la convierte la mujer palestino-estadounidense con un cargo más alto en la historia de la Oficina Ejecutiva del Presidente de los Estados Unidos.

## Trabajos
- Dodin, Reema, Trevor Corning y Kyle Nevins. Inside Congress: A Guide for Navigating the Politics of the House and Senate Floors. Washington: Brookings Institución (2017).